# Comatulella
Comatulella is een geslacht van haarsterren uit de familie Comatulidae.

## Soort
- Comatulella brachiolata (Lamarck, 1816)